# 4 Vallées

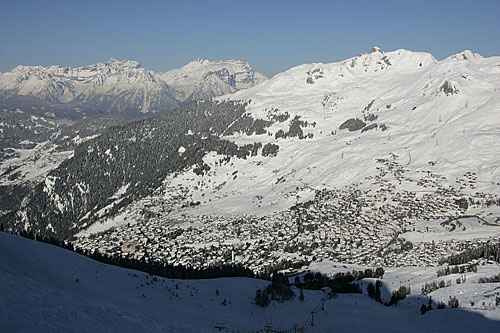
Blick von Les Ruinettes hinunter nach Verbier

Die Region 4 Vallées (Quatre Vallées, französisch für vier Täler) ist ein Wintersportgebiet in den Walliser Alpen  im Französisch sprechenden Teil des Kantons Wallis in der Schweiz.
Sechs Dörfer und deren Bergbahngesellschaften, die auf der südlichen Seite der Rhone liegen und sich über vier Seitentäler erstrecken, haben sich zum grössten Ski- und Wandergebiet der Schweiz in den Walliser Alpen zusammengeschlossen. Durch die Kooperation war die Erschliessung des heute höchsten Berges des Skigebietes, dem Mont Fort möglich. Es stehen insgesamt 412 km Pisten  und 92 Liftanlagen zur Verfügung. Das Funitel «Funispace» zwischen den Stationen Croix des Ruinettes und Les Attelas ist die leistungsstärkste Bahn der Schweiz mit einer Förderleistung von 3'000 Personen pro Stunde.
Das Projekt des Zusammenschlusses war das Werk der Pioniere Rodolphe Tissières und Michel Michelet, die die Idee seit Mitte der 1970er-Jahre verfolgten.
Das Gebiet umfasst die Täler und Bergketten von Nendaz, Veysonnaz, Verbier, Thyon und La Tzoumaz.